# Gérard Mestrallet
Gérard Mestrallet (n. 1 aprilie 1949, Paris, Franța) este un manager francez.

## Biografie
Mestrallet a studiat la Institut d'études politiques din Toulouse, la École nationale de l'aviation civile și este absolvent al École Polytechnique și al Școlii Naționale de Administrație. În 1984 s-a angajat la furnizorul francez de energie GDF Suez. Mai întâi ca consilier special al președintelui, mai târziu ca vicepreședinte senior pentru afaceri industriale. În februarie 1991, a devenit director general al Société générale de Belgique. În iulie 1995, Mestrallet a fost numit președinte și director general al Compagnie de Suez, iar în iunie 1997 președinte al consiliului de administrație al Suez Lyonnaise des Eaux. Din 2001 până în 2016 a fost CEO și până în 2018 președinte al consiliului de administrație al companiei franceze GDF Suez (din 2015 Engie).
În 2018, Mestrallet a fost numit de președintele francez Emmanuel Macron ca președinte executiv al Agenției pentru Dezvoltarea Al-`Ula din Arabia Saudită, care este responsabilă de turismul și dezvoltare culturală în colaborare cu Regatul Arabiei Saudite.